# Tempelriddaren
För filmen med motsvarande namn, se Arn – Tempelriddaren.
Tempelriddaren är den andra delen i Jan Guillous medeltidsepos om tempelriddaren Arn Magnusson.

## Handlingen i romanen
När romanen inleds har 10 år gått av Arns botgöringstid. Han är en högt uppsatt tempelriddare och borgherre över tempelriddarnas borg i Gaza. Han har lärt sig tala franska och arabiska, samt är väl insatt i Islams heliga skrift Koranen. Av en händelse kommer han att rädda livet på saracenernas ledare, Saladin och de blir vänner (Arn vet inte att det är Saladin, han använder bara förnamnet Yussuf). Arn de Gothia, som han kallar sig som tempelriddare, eller Al Ghouti som saracenerna kallar honom, stiger i graderna inom tempelriddarorden och blir Jerusalems mästare, den näst högsta titeln inom tempelriddarorden i Heliga landet. Han upplever både segrar och nederlag, innan han till sin stora förtvivlan, tvingas uppleva hur de kristna på grund av maktintriger, inkompetent ledarskap och girighet, slutgiltigt förlorar kontrollen över Heliga landet år 1187 - nästan exakt samtidigt som hans ålagda botgöringstid är avtjänad. Av Saladin får Arn mottaga en enorm summa pengar. Arn inleder återresan till sitt hemland Västra Götaland.
Parallellt med skildringen av Arns tjänst som tempelriddare, följer vi Cecilias botgöringstid i klostret Gudhem. Cecilia föder sin och Arns son, Magnus. Sonen växer upp hos Arns farbror, Birger Brosa till Bjälbo som är ättejarl i Folkungaätten. Cecilia plågas svårt i klostret av den ondsinta abbedissan Rikissa, men hon får en vän för livet i Cecilia Blanka, kung Knut Erikssons trolovade, som hålls i klostret som familiare även hon. Tillsammans lyckas de överleva Rikissas trakasserier.